# Yawuru
Yawuru är ett australiskt språk som enligt Australiens folkräkning talades av 61 personer år 2016. Yawuru talas i norra delen av Western Australia. Yawuru tillhör den nyulnyulanska språkfamiljen..